# Bras de l'Enfer (rivière Valin)
Pour les articles homonymes, voir Enfer (homonymie) et Bras de l'Enfer.
Le bras de l’Enfer est un affluent de la rivière Valin, coulant dans le territoire non organisé de Mont-Valin, dans la municipalité régionale de comté (MRC) Le Fjord-du-Saguenay, dans la région administrative du Saguenay-Lac-Saint-Jean, au Québec, au Canada. Le cours du Bras de l’Enfer coule surtout dans le Parc national des Monts-Valin.
Une route forestière secondaire dessert la rive sud-ouest de la vallée du Bras de l’Enfer et des lacs en amont ; d’autres routes forestières secondaires ont été aménagées dans le secteur pour les besoins de la foresterie et des activités récréotouristiques,.
La surface du bras de l'Enfer est habituellement gelée de la fin novembre au début avril, toutefois la circulation sécuritaire sur la glace se fait généralement de la mi-décembre à la fin mars.

## Géographie
Les principaux bassins versants voisins du bras de l’Enfer sont :
- Côté nord : lac Moncouche, lac Doumic, rivière Nisipi, rivière Sainte-Marguerite, bras Fournier ;
- Côté est : lac Martin-Valin, ruisseau Gauthier, rivière Sainte-Marguerite, rivière Boivin, bras Fournier ;
- Côté sud : rivière Valin, rivière Saguenay, le Petit Bras ;
- Côté ouest : Rivière Saint-Louis, ruisseau Hector, rivière Valin, bras des Canots, bras du Nord, rivière Shipshaw[2].

Le Bras de l’Enfer prend sa source à l’embouchure du lac de la Tour (longueur : 0,9 km ; altitude : 731 m). Cette source est située à 2,2 km au nord-est d’une baie du Nord-Ouest du lac Martin-Valin, 9,3 km au sud-est du lac Moncouche, 11,4 km au nord-ouest de l’embouchure du Bras de l’Enfer, 10,9 km à l'ouest du lac Jalobert lequel se déverse dans la rivière Sainte-Marguerite et à 25,3 km au nord de la rivière Saguenay.
À partir de sa source (Lac de la Tour), le cours du Bras de l’Enfer descend sur 15,9 km selon les segments suivants :
- 3,4 km vers le sud, en traversant sur 0,4 km le lac de Dieppe (longueur : 1,3 km ; altitude : 716 km) ainsi que le lac non identifié (longueur : 0,3 km ; altitude : 688 km), jusqu’à la décharge du lac Caïn ;
- 6,2 km vers le sud-ouest, puis le sud-est, dans une vallée encaissée, jusqu’au ruisseau Gabriel ;
- 6,3 km vers le sud-est en affichant une dénivellation de 290 m et en formant une courbe vers l'ouest, jusqu'à l'embouchure de la rivière[2].

L'embouchure du Bras de l’Enfer se déverse sur la rive ouest de la rivière Valin et est située à :
- 19,2 km au nord-est de l’embouchure de la rivière Valin (confluence avec la rivière Saguenay) ;
- 27,0 km au nord-est du centre-ville de Saguenay ;
- 90,9 km à l'ouest de l’embouchure de la rivière Saguenay[2].

À partir de l’embouchure du Bras de l’Enfer, le courant suit le cours de la rivière Valin, puis le cours de la rivière Saguenay jusqu'à la hauteur de Tadoussac où il conflue avec le fleuve Saint-Laurent.

## Toponymie
Le toponyme bras de l’Enfer a été officialisé le 5 décembre 1968 à la Banque des noms de lieux de la Commission de toponymie du Québec.